# الطريق السريع 4 (إسرائيل)

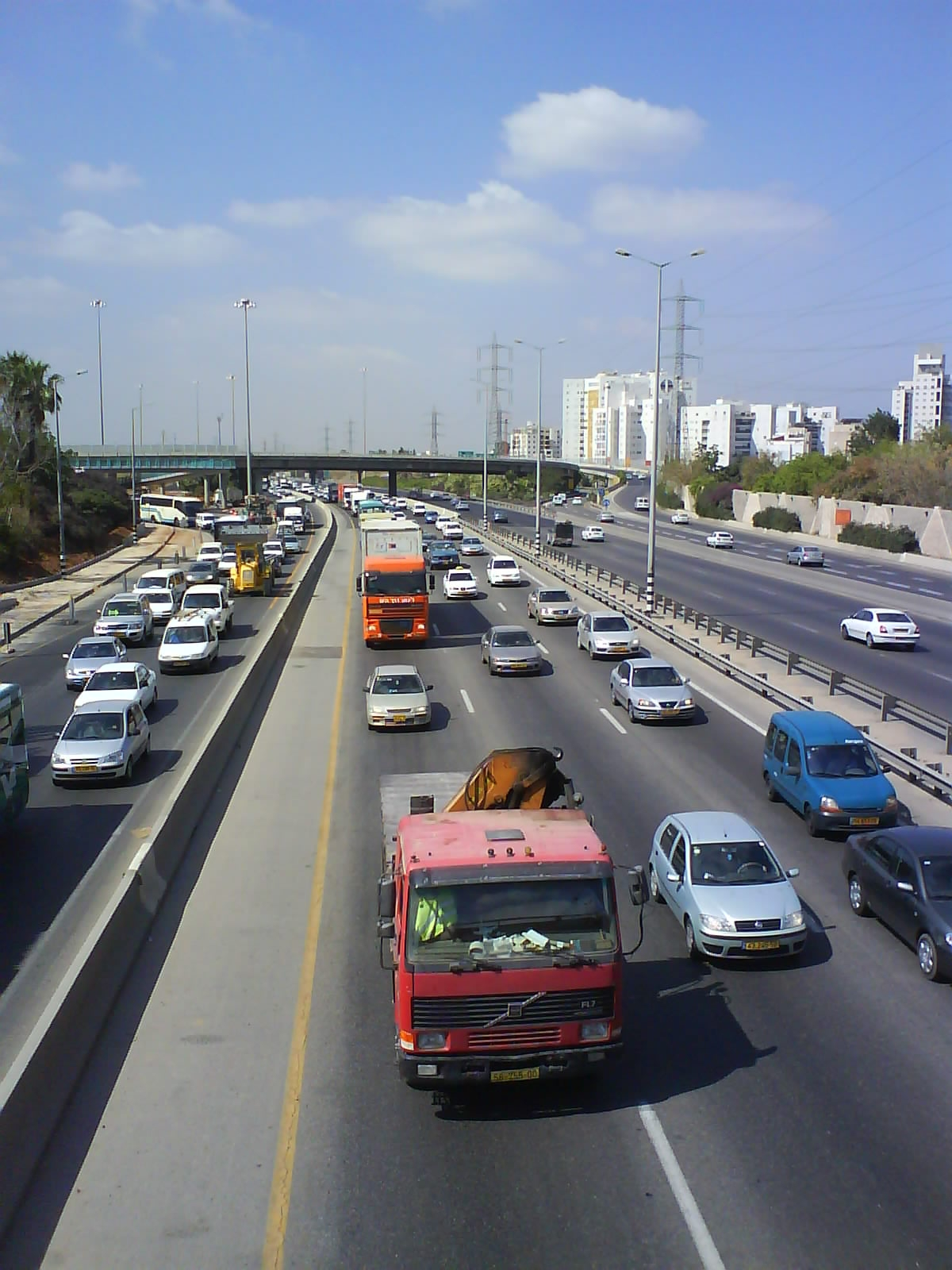
حركة المرور الكثيفة على الطريق في بار إيلان

يمتد الطريق السريع 4 في إسرائيل على طول السهل الساحلي للبحر الأبيض المتوسط، يمتد مساره في الشمال من معبر رأس الناقورة مع لبنان حتى معبر إيرز مع غزة.
قبل اتفاق أوسلو عام 1994م كان يمتد الطريق في قطاع غزة ليصل إلى رفح ويسمى ذلك المقطع الآن طريق صلاح الدين.